# Wahib Hdiuech
Wahib Hdiuech (en árabe: وهيب حديوش‎; 9 de septiembre de 2002) es un deportista tunecino que compite en judo. Ganó dos medallas en los Juegos Panafricanos de 2023 y dos medallas en el Campeonato Africano de Judo, en los años 2022 y 2024.

## Palmarés internacional
| Juegos Panafricanos | Juegos Panafricanos | Juegos Panafricanos | Juegos Panafricanos |
| Año                 | Lugar               | Medalla             | Categoría           |
| ------------------- | ------------------- | ------------------- | ------------------- |
| 2023                | Acra (Ghana)        | Medalla de oro      | Equipo mixto        |
| 2023                | Acra (Ghana)        | Medalla de bronce   | +100 kg             |
| Campeonato Africano |                     |                     |                     |
| Año                 | Lugar               | Medalla             | Categoría           |
| 2022                | Orán (Argelia)      | Medalla de plata    | +100 kg             |
| 2024                | El Cairo (Egipto)   | Medalla de bronce   | +100 kg             |